# Кан, Виктория Радионовна
Виктория Радионовна Кан (род. 3 августа 1995, Ташкент) — российская теннисистка; победительница 37 турниров ITF (23 — в одиночном разряде); финалистка одного юниорского турнира Большого шлема в парном разряде (Roland Garros-2011); победительница парного турнира Orange Bowl (2011). Бронзовый призёр летней Универсиады 2019 года в команде вместе с Яной Сизиковой, мастер спорта России (2014).

## Спортивная карьера
В теннисе с восьми лет. С ранних лет Кан приглашалась в различные юниорские сборные России и добивалась в их составе локальных успехов: в команде среди четырнадцатилетних выиграла командный чемпионат Европы, затем рано дебютировала в старшем юниорском туре, где ещё до своего пятнадцатилетия смогла выиграть первый турнир в одиночном разряде (G3 в России). В 2010 году выиграла турнир G1 в Германии, где в финале была переиграна Анника Бек, участвовала в финальной стадии юниорского Кубка Федерации, где сборная евразийского государства защитила свой прошлогодний титул. В этом же году Кан было присвоено звание мастер спорта.
В 2011 году юниорская карьера Кан достигла своего пика — в начале лета она единственный раз в своей карьере на этом уровне добралась до финала турнира Большого шлема: вместе с нидерландкой Деми Схюрс сыграв в титульном матче на Roland Garros. Несколько недель спустя был повторно выигран G1 в Германии (на этот раз в финале была обыграна Донна Векич), а осенью к этим результатам добавился одиночный финал на престижном Eddie Herr International и парный титул на ещё более статусном Orange Bowl, где Кан помогала Анна Познихиренко. В 2012 и 2013 годах россиянка ещё несколько раз появлялась на соревнованиях юниорского тура, но особых результатов не добилась, остановившись в местной классификации на шестнадцатой строчке как пределе своей стабильности результатов.
В 2011 же году стартует её карьера во взрослом туре: активно играла на многочисленных 10-тысячниках в турецкой Анталье. Из-за отсутствия рейтинга начинала соревнования с отборочных сеток. В июле выиграла грунтовый турнир в Австрии, в августе добыла первый парный титул в протуре. Завершила свой дебютный год на этом уровне на 512-й строчке одиночной классификации. Через год из-за проблем со здоровьем прогресс Кан замедлился — весной практически не играла из-за проблем с коленом, а летом вновь вынуждена сделать упор на выступлениях на 10-тысячниках. Несколько попыток сыграть более крупные соревнования не приносят особых успехов.
В 2013 году Кан на первом же турнире года — на 25-тысячнике в Тунисе — из квалификации добралась до финала, уступив лишь Ивонн Мойсбургер, а в следующие несколько недель сыграла ещё несколько таких же турниров Северной Африке, добившись на них полуфинала и четвертьфинала. В июле Кан выиграла свой первый титул на турнирах с подобным призовым фондом, став сильнейшей на ковровых кортах в итальянской Имоле, где в финале оказалась сильнее украинки Людмилы Киченок, следом пришёл и первый аналогичный парный титул, завоёванный на грунтовых кортах в Санкт-Петербурге. В сентябре добралась до финала на грунтовом 50-тысячнике в Телави, затем играла в квалификации зального турнира WTA в Линце, где не вышла в основу, но записала на свой счёт победу над Виржини Раззано. Затем вновь было сыграно несколько грунтовых турниров в Северной Африке и на обоих Кан смогла добиться титулов — сначала на 25-тысячнике в Касабланке, а затем на 75-тысячнике в Шарм-эш-Шейхе.
Успехи предыдущего сезона позволили Кан к началу 2014 года уверенно обосноваться в середине второй сотни, а в феврале даже заслужить вызов на матч взрослого Кубка Федерации, где сборная России из-за трений между руководством и ведущими спортсменками была вынуждена играть с теннисистками второй десятки национального рейтинга. Кан сыграла свой матч против лидера хозяек Саманты Стосур, взяв у неё лишь пять геймов за два сета.

## Рейтинг на конец года
| Год  | Одиночный рейтинг | Парный рейтинг |
| 2016 | 278               | 497            |
| 2015 | 324               | 434            |
| 2014 | 248               | 414            |
| 2013 | 209               | 449            |
| 2012 | 456               | 681            |
| 2011 | 512               | 641            |

## Выступления на турнирах

### Финалы турнировITFв одиночном разряде (20)

#### Победы (16)
| Легенда:                    |
| --------------------------- |
| 100.000 USD (0)             |
| 80.000 (75.000*) USD (1)    |
| 60.000 (50.000*) USD (0)    |
| 25.000 USD (4+2)            |
| 15.000 USD (1)              |
| 15.000 (10.000*) USD (10+8) |

* призовой фонд до 2017 года
| Титулы по покрытиям | Титулы по месту проведения матчей турнира |
| ------------------- | ----------------------------------------- |
| Хард (1+1)          | Зал (0)                                   |
| Грунт (14+9)        | Зал (0)                                   |
| Трава (0)           | Открытый воздух (16+10)                   |
| Ковёр (1)           | Открытый воздух (16+10)                   |

| №   | Дата             | Турнир                        | Покрытие | Соперница в финале  | Счёт                |
| 1.  | 31 июля 2011     | Бад-Вальтерсдорф, Австрия     | Грунт    | Катерина Ванькова   | 7-6(3) 6-1          |
| 2.  | 28 августа 2011  | Пёрчах-ам-Вёртер-Зе, Австрия  | Грунт    | Диана Сумова        | 4-6 6-2 6-3         |
| 3.  | 8 июля 2012      | Прокупле, Сербия              | Грунт    | Мария Мох           | 6-1 6-2             |
| 4.  | 29 июля 2012     | Палич, Сербия                 | Грунт    | Доротея Эрич        | 6-1 6-4             |
| 5.  | 12 августа 2012  | Бурса, Турция                 | Грунт    | Лаура-Йоана Андрей  | 7-6(4) 6-4          |
| 6.  | 14 октября 2012  | Сараево, Босния и Герцеговина | Грунт    | Дина Пфиценмайер    | 4-6 6-4 5-2 — отказ |
| 7.  | 16 декабря 2012  | Анталья, Турция               | Грунт    | Анастасия Васильева | 6-3 7-5             |
| 8.  | 21 июля 2013     | Имола, Италия                 | Ковёр    | Людмила Киченок     | 3-6 7-5 6-2         |
| 9.  | 27 октября 2013  | Касабланка, Марокко           | Грунт    | Ольга Савчук        | 6-4 6-4             |
| 10. | 24 ноября 2013   | Шарм-эш-Шейх, Египет          | Грунт    | Настя Колар         | 6-4 6-4             |
| 11. | 15 февраля 2015  | Анталья, Турция               | Грунт    | Анна Шефер          | 6-3 6-4             |
| 12. | 15 марта 2015    | Анталья, Турция               | Грунт    | Анна Шефер          | 6-1 6-0             |
| 13. | 20 сентября 2015 | Буча, Украина                 | Грунт    | Александра Перпер   | 4-6 6-2 6-0         |
| 14. | 10 апреля 2016   | Ираклион, Греция              | Хард     | Кристиана Феррандо  | 6-4 7-5             |
| 15. | 1 мая 2016       | Висбаден, Германия            | Грунт    | Лаура Шедер         | 6-2 4-6 6-0         |
| 16. | 15 мая 2016      | Ла-Марса, Тунис               | Грунт    | Галина Воскобоева   | 6-4 6-4             |

#### Поражения (4)
| №  | Дата             | Турнир              | Покрытие | Соперница в финале | Счёт        |
| 1. | 30 октября 2011  | Дубровник, Хорватия | Грунт    | Мартина Карегаро   | 3-6 3-6     |
| 2. | 14 апреля 2013   | Ла-Марса, Тунис     | Грунт    | Ивонн Мойсбургер   | 3-6 4-6     |
| 3. | 29 сентября 2013 | Телави, Грузия      | Грунт    | Александра Панова  | 5-7 1-6     |
| 4. | 14 сентября 2014 | София, Болгария     | Грунт    | Андрея Миту        | 4-6 6-4 3-6 |

### Финалы турнировITFв парном разряде (14)

#### Победы (10)
| №   | Дата            | Турнир                       | Покрытие | Партнёрша          | Соперницы в финале                  | Счёт           |
| 1.  | 13 августа 2011 | Инсбрук, Австрия             | Грунт    | Илона Кремень      | Патриция Хаас Вероника Зепп         | 2-6 6-3 [10-5] |
| 2.  | 27 августа 2011 | Пёрчах-ам-Вёртер-Зе, Австрия | Грунт    | Илона Кремень      | Пиа Кёниг Ивонн Нойвирт             | 6-1 6-3        |
| 3.  | 29 октября 2011 | Дубровник, Хорватия          | Грунт    | Барбора Крейчикова | Мартина Кубичкова Далия Зафирова    | 7-6(3) 6-0     |
| 4.  | 16 июня 2012    | Яблонец-над-Нисоу, Чехия     | Грунт    | Катерина Синякова  | Мартина Борецкая Петра Крейсова     | 6-4 6-3        |
| 5.  | 7 июля 2012     | Прокупле, Сербия             | Грунт    | Луция Бутковска    | Лина Джёрческа Далия Зафирова       | 6-0 2-6 [10-7] |
| 6.  | 24 августа 2013 | Санкт-Петербург, Россия      | Грунт    | Анна Познихиренко  | Юстина Егёлка Ноппаван Летчивакан   | 6-2 6-0        |
| 7.  | 15 февраля 2015 | Анталья, Турция              | Грунт    | Екатерина Горгодзе | Корнелия Листер Алёна Сотникова     | 6-1 6-0        |
| 8.  | 21 марта 2015   | Севилья, Испания             | Грунт    | Екатерина Горгодзе | Сандра Клеменшиц Дина Пфиценмайер   | 6-3 6-2        |
| 9.  | 9 апреля 2016   | Ираклион, Греция             | Хард     | Алёна Сотникова    | Влада Екшибарова Янина Толян        | 6-1 6-2        |
| 10. | 9 сентября 2017 | Каир, Египет                 | Грунт    | Мария Зотова       | Федерика Джо Гарделья Ина Кауфингер | 6-2 6-0        |

#### Поражения (4)
| №  | Дата             | Турнир              | Покрытие | Партнёрша         | Соперницы в финале                   | Счёт            |
| 1. | 6 июля 2013      | Пршеров, Чехия      | Грунт    | Анна Познихиренко | Петра Крейсова Йесика Малечкова      | 1-6 6-4 [5-10]  |
| 2. | 19 сентября 2015 | Буча, Украина       | Грунт    | Ольга Янчук       | Алёна Фомина Александра Корашвили    | 4-6 3-6         |
| 3. | 14 мая 2016      | Ла-Марса, Тунис     | Грунт    | Сабина Шарипова   | Виталия Дьяченко Галина Воскобоева   | 3-6 6-1 [10-12] |
| 4. | 27 мая 2016      | Андижан, Узбекистан | Хард     | Сабина Шарипова   | Барбора Штефкова Анастасия Васильева | 3-6 6-4 [7-10]  |